# Nguyễn Phúc Ngọc Quỳnh
Nguyễn Phúc Ngọc Quỳnh (chữ Hán: 阮福玉瓊; 1788 – 1849), phong hiệu Bình Hưng Công chúa (平興公主), là một công chúa con vua Gia Long nhà Nguyễn trong lịch sử Việt Nam.

## Tiểu sử
Hoàng nữ Ngọc Quỳnh sinh năm Mậu Thân (1788), là con gái thứ hai của vua Gia Long, mẹ là Chiêu dung Lâm Thức. Ngọc Quỳnh là em cùng mẹ với hoàng tử Nguyễn Phúc Tuấn (mất sớm) và chị của Bảo Lộc Công chúa Ngọc Anh.
Năm Gia Long thứ 7 (1808), công chúa Ngọc Quỳnh lấy chồng là Chưởng vệ Phạm Văn Tín, là con trai của Tiên Hưng Quận công Phạm Văn Nhân, được ban cho 30.000 quan tiền làm của hồi môn. Năm Thiệu Trị thứ 4 (1844), phò mã Tín mất. Công chúa và phò mã có với nhau hai con trai và một con gái.
Năm Minh Mạng thứ 2 (1821), vua cho người con cả của các Trưởng công chúa là Ngọc Châu, Ngọc Quỳnh và Ngọc Anh bổng lộc hằng năm, mỗi người được 140 quan tiền và 50 phương gạo. Năm thứ 13 (1832), con trưởng của công chúa Ngọc Quỳnh là Phạm Văn Kiện và Trương Phúc Minh (con trưởng của bà Ngọc Anh) được tập ấm làm Hiệu uý Cẩm y vệ, được miễn việc thượng trực (túc trực hầu vua).
Năm Minh Mạng thứ 21 (1840), vua sách phong cho bà Ngọc Quỳnh làm Bình Hưng Trưởng công chúa (平興長公主), lấy tên tổng đặt làm phong hiệu.
Năm Thiệu Trị thứ nhất (1841), vua miễn cho các Thái trưởng công chúa là các bà Ngọc Châu, Ngọc Quỳnh, Ngọc Anh và Ngọc Xuyến không phải quỳ lạy ở nội đình. Vua dụ rằng: "Các Thái trưởng công chúa đều là người họ rất thân của nhà vua, tuổi ngày một nhiều, theo lẽ, phải nên hậu đãi. Nếu cứ câu nệ vào lễ thường, động việc gì cũng quỳ lạy, ta thấy không được yên lòng. Vả lại, thánh nhân đặt lễ, tất phải lấy nhân tình làm gốc, mà trong chốn gia đình, kính người trên làm trọng. Chuẩn cho từ nay về sau, gặp có việc tiết lễ khánh hạ, và bất thần ban cho thức gì, thì các Thái trưởng công chúa đều miễn cho không phải làm lễ 3 lần quỳ, 6 lần vái, để tỏ lòng ta rất kính người trên, hậu đãi thân thuộc".
Năm Thiệu Trị thứ 3 (1843), vua đặc cách tăng lương hằng năm cho 4 bà công chúa trên, mỗi người được thêm 600 quan tiền và 300 phương gạo.
Năm Tự Đức thứ 2 (1849), mùa hạ, công chúa Ngọc Quỳnh mất, thọ 62 tuổi, thụy là Uyển Thục (婉淑).